# Der Hauptmann von Köpenick (Buderus, 1906)
Der Hauptmann von Köpenick ist eine kurze deutsche Stummfilmsatire von Carl Buderus aus dem Jahre 1906.

## Handlung
Nacherzählt werden mit stark humoristischem Unterton in kurzen Szenen die wichtigsten Ereignisse des 16. Oktobers 1906. Der Schuster Wilhelm Voigt „erbeutet“ eine Hauptmannsuniform, unterstellt seinem Kommando einen Trupp Wachsoldaten und fährt mit ihnen nach Köpenick, um im dortigen Rathaus die Stadtkasse zu „requirieren“.

## Produktionsnotizen
Der Hauptmann von Köpenick ist ein typisches Beispiel dafür, wie im Kaiserreich bestimmte reale Ereignisse mit satirisch-komödiantischen Stilmitteln des frühen Stummfilms persifliert wurden. Der nur 218 Meter kurze Film wurde unmittelbar nach der eigentlichen Köpenickiade vom 16. Oktober 1906 gedreht und noch im selben Jahr zur Vorführung gebracht.
Carl Buderus besaß in Hannover eine Firma für kinematographische Apparaturen; sämtliche Mitwirkende an diesem Film sind seine Angestellten. Für Karl Hasselmann war dies der Beginn einer jahrzehntelangen Karriere als Kameramann.
Der Film besitzt keine Atelieraufnahmen und wurde komplett in Hannover gedreht. Der Bahnhof von Köpenick wurde in Buderus‘ Geschäftshaus, Emmerberg 30, nachgestellt; als Köpenicker Rathaus diente die Turnhalle in der Maschstraße. Weitere Filmdekorationen wurden im Garten der Firma Buderus aufgestellt.

## Wissenswertes
Bei diesem Film handelt es sich um eines von insgesamt drei Lichtspielen, die unmittelbar auf die Ereignisse vom Oktober 1906 reagierten. Ebenfalls 1906 produzierte der Berliner Produzent Alfred Duskes einen Hauptmann von Köpenick mit dem Kinematographenbesitzer Ernst Baumann in der Titelrolle. Regie führte dort Heinrich Bolten-Baeckers. Die Internationale Kinematographen- und Lichteffekt GmbH, Berlin, stellte im selben Jahr einen weiteren Köpenickfilm mit den Schauspielern des Berliner Luisentheaters her. Buderus‘ Inszenierung gilt jedoch als die (für damalige Verhältnisse) ausgefeilteste und professionellste.
Die Schauspieler waren, bis auf Sonnemann, den Tischler und den Theaterfriseur, allesamt Mechaniker der Firma Buderus. Außer Karl Hasselmann, der ein bekannter Kameramann wurde, scheint keiner eine größere Karriere zumindest beim Film gemacht zu haben.

## Kritik
In der Einschätzung dieses Films hieß es ein Jahrhundert später: „Die Version von 1906 hat den Reiz des Zeitgenössischen: Man sieht den Untertanen an, welchen Spaß es ihnen macht, zu zeigen, wie der Untertanenstaat bis ins Komische hinein funktioniert.“